# Unión Lagartero
Unión Lagartero är en ort i Mexiko.   Den ligger i kommunen La Trinitaria och delstaten Chiapas, i den sydöstra delen av landet, 900 km sydost om huvudstaden Mexico City. Unión Lagartero ligger 613 meter över havet och antalet invånare är 165.
Terrängen runt Unión Lagartero är platt söderut, men norrut är den kuperad. Runt Unión Lagartero är det ganska tätbefolkat, med 67 invånare per kvadratkilometer. Närmaste större samhälle är Nuevo Llano Grande, 0,63 km väster om Unión Lagartero. Omgivningarna runt Unión Lagartero är en mosaik av jordbruksmark och naturlig växtlighet.